# Мичурины
Род Мичуриных - русский аристократический род.

## Краткая история рода
Этот род известен с конца XVI века. Родоначальниками его считаются галичские дворяне Фёдор «Гундор», Алексей и Елман Фёдоровичи Мичурины — далёкие предки которых выехали из Бежецкого Верха, где владели поместьями. В середине XVI века род Мичуриных владел не только обширными поместьями, но и соляной варницей в Соли Галицкой. Представители рода Мичуриных внесены в VI часть родословной книги Костромской губернии.

## Этимология фамилии
Фамилия произошла от фамильного прозвища — «Мичура», что означало у древних русичей угрюмого и брюзгливого человека. Н. А. Баскаков (1979, с. 229) предполагает происхождение фамилии от адаптированной тюркской формы Бичурин.

## Известные представители
- Мичурин Иван Владимирович — учëный-селекционер города Козлова ныне Мичуринска ( 1855-1935)
- Мичурин Фёдор — городовой приказчик, воевода в Солигаличе (1612).
- Мичурин Василий Путилович — московский дворянин (1636).
- Мичурин Иван Егорович — московский дворянин (1677).
- Мичурин Иван Георгиевич — воевода в Тотьме (1684)[1][2],